# Fressain
Fressain település Franciaországban, Nord megyében. Lakosainak száma 906 fő (2022. január 1.). Fressain Monchecourt, Villers-au-Tertre, Aubigny-au-Bac, Bugnicourt, Féchain és Marcq-en-Ostrevent községekkel határos.

## Népesség
A település népességének változása:
| Lakosok száma | 876  | 892  | 896  | 877  | 873  | 880  | 880  | 893  | 906  |
|               | 2013 | 2015 | 2016 | 2017 | 2018 | 2019 | 2020 | 2021 | 2022 |